# TESLA (Teilchenbeschleuniger)

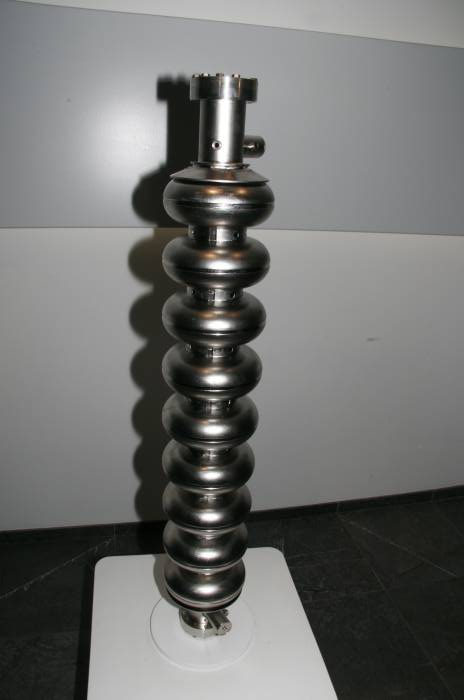
Supraleitender Hohlraumresonator (Kavität) aus Niob zur Beschleunigung von Elektronen (TESLA-Projekt). Der neunzellige Resonator von 1,25 m Länge hat die Resonanzfrequenz 1,3 GHz

TESLA (Apronym von TeV-Energy Superconducting Linear Accelerator; deutsch „Supraleitender Linearbeschleuniger für Tera-Elektronenvolt-Energien“ mit Anspielung auf die Maßeinheit Tesla der magnetischen Flussdichte) hieß ein Projektvorschlag aus dem Jahr 2000 für einen linearen supraleitenden Elektronenbeschleuniger.
TESLA sollte ursprünglich zwei Anlagen umfassen: einen 33 km langen Linearbeschleuniger für die Teilchenphysik sowie einen integrierten 4 km langen Röntgenlaser. Beide Teilbereiche wurden vollständig getrennt und werden als eigenständige Projekte weitergetrieben. Im Februar 2003 hat das Bundesministerium für Bildung und Forschung (BMBF) die Grundsatzentscheidung getroffen, den Röntgenlaser als europäisches Röntgenlaserprojekt XFEL in Hamburg zu verwirklichen. Die Idee eines 30 – 40 km langen Elektronen-Linearbeschleunigers für die Teilchenphysik wird als International Linear Collider (ILC) vorangetrieben.
Die TESLA-Technologie supraleitender Hochfrequenz-Resonatoren aus Niob für Elektronenbeschleuniger wird in internationaler Zusammenarbeit kontinuierlich weiterentwickelt. In dem 315 m langen Freie-Elektronen-Laser FLASH am DESY in Hamburg werden die auf −271 °C gekühlten Kavitäten (siehe Bild) getestet und eingesetzt.